# Mitella
Mitella là một chi thực vật có hoa trong họ Saxifragaceae.